# Shungiku Nakamura
Shungiku Nakamura (中村 春菊, Nakamura Shungiku, 13 december, jaar onbekend) is een Japanse auteur van Yaoi-manga. Ze is vooral bekend om haar serie Junjo Romantica en haar andere serie Sekai Ichi Hatsukoi (Engels: The Worlds Greatest First Love).

## Werken
- W.P.B: Bedenker: 2003
- Hybrid Child (manga): Verhaal en tekeningen: 2003
- Junjō Mistake (manga): Verhaal en tekeningen: 2008
- Junjo Romantica: Pure romance: Verhaal en tekeningen: 2002
- Junjō Romantica (OVA): Script, bedenker: 2008
- Junjō Romantica (TV): Bedenker: 2002
- Junjō Romantica 2 (TV): Bedenker: 2011/2012
- Sekai Ichi Hatsukoi (TV): Bedenker: 2008
- Sekai-ichi Hatsukoi (OVA): Bedenker: 2009
- Sekai-ichi Hatsukoi Season 2 (TV): Bedenker: 2011
- Sekai-ichi Hatsukoi ~Onodera Ritsu no Baai~ (manga): Verhaal en tekeningen: 2006
- Sekai-ichi Hatsukoi: Yokozawa Takafumi no Baai (TV en OVA): Bedenker: 2011
- Tosando Tentsui Ibun (manga): Verhaal en tekeningen: 1998
- Tsuki wa Yamiyo ni Kakuru ga Gotoku (manga): Verhaal en tekeningen: 1999
- Umi ni Nemuru Hana: Verhaal en tekeningen

- Biblioteca Nacional de España: XX5494818
- Bibliothèque nationale de France: cb16508078q (data)
- Gemeinsame Normdatei: 1126205842
- International Standard Name Identifier: 0000 0001 1929 9696
- Library of Congress Control Number: n2007069056
- Bibliotheek van het Japanse parlement: 00865545
- Virtual International Authority File: 4386436
- WorldCat: E39PBJvhqDB9Ccf8vcTMkDXyBP